# Dorcus primigenius
Dorcus primigenius là một loài bọ cánh cứng trong họ Lucanidae. Loài này được Deichmuller mô tả khoa học năm 1881.